# Вулиця Лесі Українки (Тернопіль)
Вулиця Лесі Українки — одна з вулиць на Східному масиві міста Тернополя. Названа на честь відомої української письменниці Лесі Українки.

## Відомості
Розпочинається від перехрестя з вулицями Дівочою та Слівенською, пролягає на південний схід в напрямку до окружної дороги, на перехресті з якою й закінчується.
Дотичні: правобічні — Олександра Довженка, Клима Савури; лівобічна — бульвар Данила Галицького.

## Пам'ятки, пам'ятні знаки
Є пам'ятна дошка Лесі Українці (1983, скульптор Ярослав Голець).

## Транспорт
На вулиці розташовано 5 зупинок громадського транспорту, до яких курсують автобусні маршрути № 1, 11, 12, 14, 18, 21, 24, 37, 38, тролейбуси № 2, 4, 5, 6, 7.

## Установи, організації
- Управління ДСНС України у Тернопільській області (вул. Лесі Українки, 6)[3]
- Відділення «Ощадбанку» (вул. Лесі Українки, 10)[4]
- Відділення «ПриватБанку» (вул. Лесі Українки, 10)[5]
- Відділення «А-Банку» (вул. Лесі Українки, 10)[6]